# Príncipedvärguv
Príncipedvärguv (Otus bikegila) är en fågelart i familjen ugglor inom ordningen ugglefåglar.

## Utbredning och systematik
Fågeln förekommer enbart på ön Príncipe i Guineabukten. Den beskrevs som ny art för vetenskapen 2022.

## Status
IUCN erkänner den ännu inte som art, varför dess hotstatus inte bedömts.